# Rémy Zaugg
Pour les articles homonymes, voir Zaugg.
Rémy Zaugg, né à Courgenay (alors dans le canton de Berne) le 11 janvier 1943 et décédé à Bâle le 23 août 2005 à l'âge de 62 ans et à la suite d'une brève maladie, est un artiste suisse. Il est connu pour ses peintures, ses sculptures dans l'espace public et ses projets urbanistiques et architecturaux.
Rémy Zaugg laisse derrière lui une « œuvre complexe, diverse et en partie encore à découvrir », a indiqué la galerie zurichoise « Mai 36 ». Avec les architectes Herzog & de Meuron, il a travaillé à une quinzaine de projets.
En 1995, Rémy Zaugg a collaboré à la revue d'art TROU (# 9) pour l'édition de tête (100 exemplaires numérotés et signés), il a créé une estampe (www.trou.ch).
L'artiste était aussi connu en tant qu'organisateur d'expositions. Il a notamment été responsable de la rétrospective Alberto Giacometti qui a eu lieu en 1991 à Paris. Ce Jurassien d'origine s'est installé à Bâle dans les années 1960, puis à Pfastatt en France.